# Емпайър 2011
16-ите награди „Емпайър“ (на английски: 16th Empire Awards) се провеждат на 27 март 2011 г. в Лондон. Водещ на церемонията за трета поредна година е ирландският комик Дара О'Бриан. Това е третата година, през която Джеймсън е спонсор на събитието и официалното име на наградите е Jameson Empire Awards.

## Множество номинации
| Заглавие на български                        | Оригинално заглавие                           | Номинации | Награди |
| -------------------------------------------- | --------------------------------------------- | --------- | ------- |
| Шут в г*за!                                  | Kick-Ass                                      | 6         | 2       |
| Речта на краля                               | The King's Speech                             | 5         | 1       |
| Генезис                                      | Inception                                     | 4         | 1       |
| 127 часа                                     | 127 Hours                                     | 3         | —       |
| Скот Пилгрим срещу света                     | Scott Pilgrim vs. the World                   | 3         | 1       |
| Социалната мрежа                             | The Social Network                            | 3         | —       |
| Алиса в Страната на чудесата                 | Alice in Wonderland                           | 2         | —       |
| Черният лебед                                | Black Swan                                    | 2         | —       |
| Четири лъва                                  | Four Lions                                    | 2         | 1       |
| Хари Потър и Даровете на Смъртта: Първа част | Harry Potter and the Deathly Hallows – Part 1 | 2         | 1       |
| Пусни ме вътре                               | Let Me In                                     | 2         | 1       |
| Чудовища                                     | Monsters                                      | 2         | —       |
| Мъжете, които мразеха жените                 | Män som hatar kvinnor                         | 2         | 2       |

## Награди и номинации по категория
| Филм | Британски филм |
| --- | --- |
| - Генезис - Шут в г*за! - Скот Пилгрим срещу света - Речта на краля - Социалната мрежа                                                                           | - Шут в г*за! - 127 часа - Четири лъва - Чудовища - Речта на краля |
| Режисьор | Дебют |
| - Едгар Райт – Скот Пилгрим срещу света - Кристофър Нолан – Генезис - Дейвид Финчър – Социалната мрежа - Матю Вон – Шут в г*за! - Том Хупър – Речта на краля     | - Клоуи Грейс Морец – Шут в г*за! и Пусни ме вътре - Гарет Едуардс – Чудовища - Джейдън Смит – Карате кид - Дженифър Лорънс – Зимен дар - Миа Вашиковска – Алиса в Страната на чудесата                            |
| Актьор | Актриса |
| - Колин Фърт – Речта на краля - Арън Тейлър-Джонсън – Шут в г*за! - Джеймс Франко – 127 часа - Джеси Айзенбърг – Социалната мрежа - Леонардо ди Каприо – Генезис | - Ноуми Рапас – Мъжете, които мразеха жените - Ема Уотсън – Хари Потър и Даровете на Смъртта: Първа част - Хелена Бонам Картър – Речта на краля - Натали Портман – Черният лебед - Оливия Уилямс – Писател в сянка |
| Комедия | Ужаси |
| - Четири лъва - Лесна, А? - Секс, наркотици и Лас Вегас - Ченгета в резерв - Играта на играчките 3                                                               | - The Last Exorcism - Кошмари на Елм Стрийт - Пусни ме вътре - Паранормална активност 2 - The Crazies |
| Научнофантастичен филм или фентъзи | Трилър |
| - Хари Потър и Даровете на Смъртта: Първа част - Алиса в Страната на чудесата - Генезис - Шут в г*за! - Скот Пилгрим срещу света                                 | - Мъжете, които мразеха жените - 127 часа - Черният лебед - Злокобен остров - Градът |